# Redneck

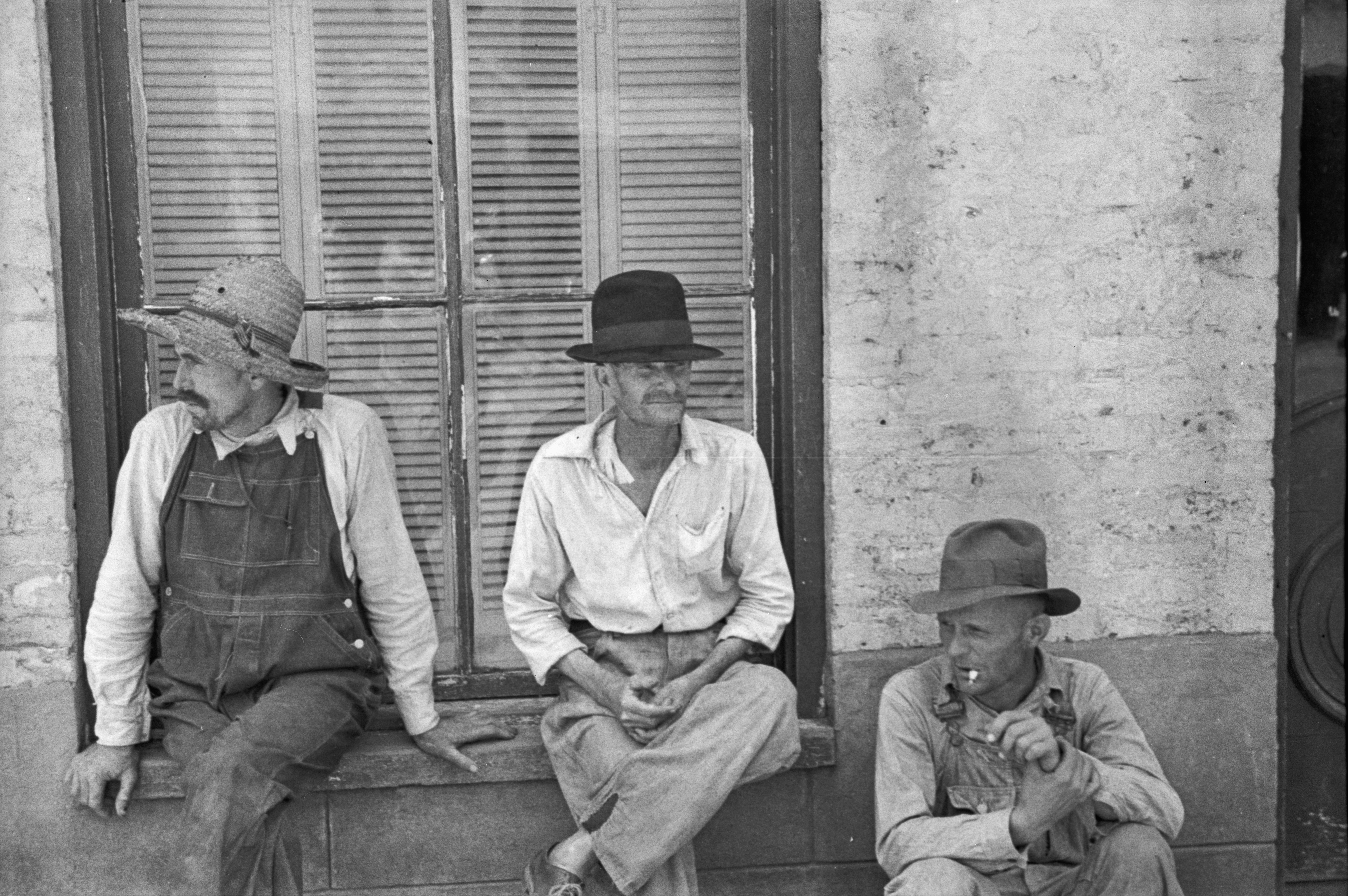
Foto del 1936 di tre contadini dell'Alabama in mezzadria

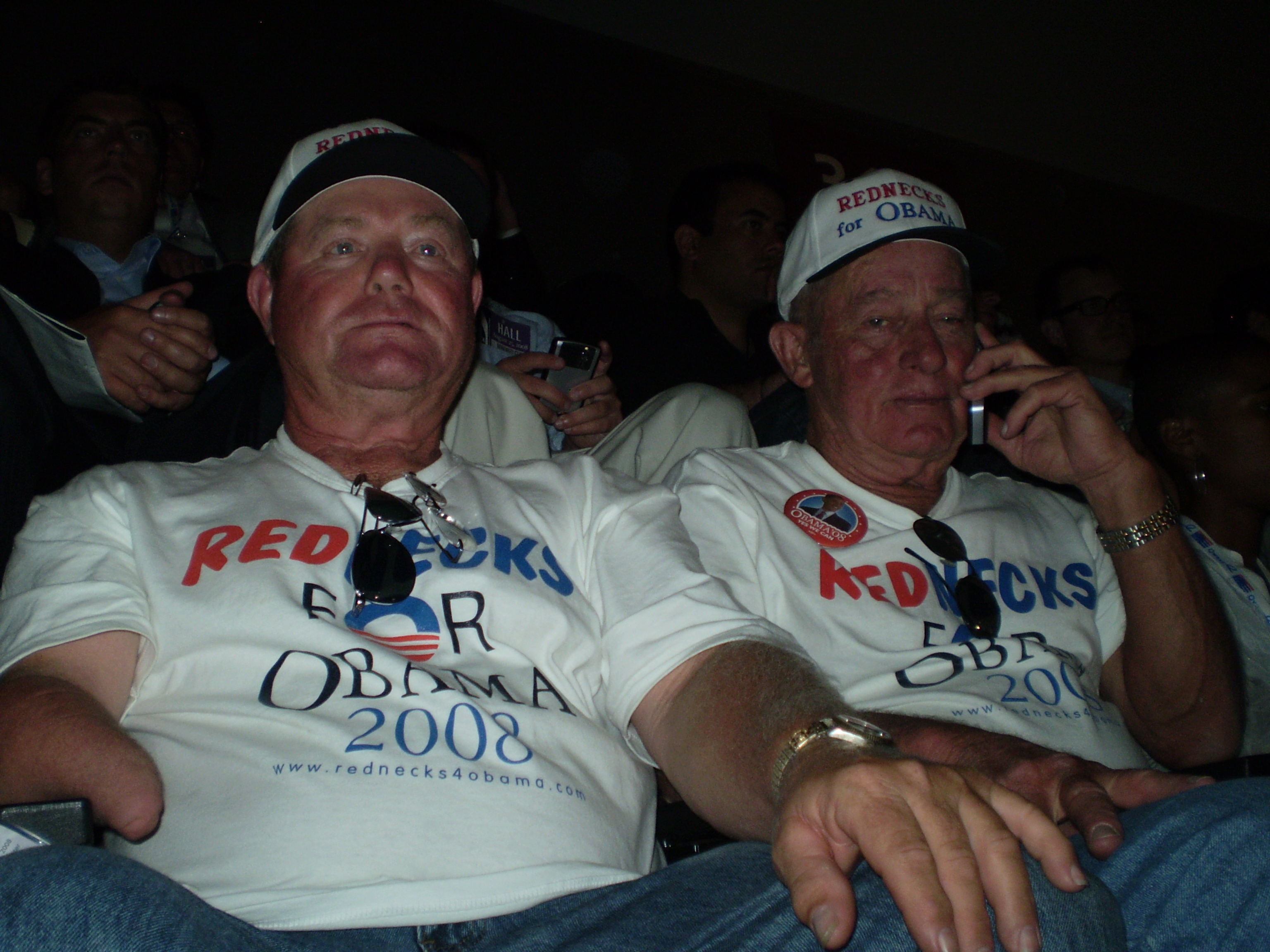
I leader di "Rednecks for Obama" Tony Viessman e Les Spencer alla Convention nazionale democratica del 2008.

Il termine redneck viene utilizzato, in modo dispregiativo, per indicare numerose caratteristiche a sfondo razzista di un abitante di etnia caucasoide (bianco) degli Stati meridionali degli Stati Uniti d'America, appartenente alla fascia economica medio-bassa della società. Talvolta il termine può assumere un significato positivo, può essere sinonimo di “libertà” e di “divertimento” secondo uno standard meridionale statunitense; a conferma di ciò possiamo ritrovare il significato positivo di questo termine nella canzone dell’artista Alan Jackson It’s Alright To Be Redneck.
La traduzione letterale di redneck, "collo rosso", si riferisce al colore della nuca scottata dall'esposizione al sole dovuta al lavoro nei campi, ai quali i redneck sono in genere sottoposti, ed è quindi sinonimo di contadino.

## Descrizione
Lo stereotipo vuole che il redneck abiti in camper o in baite, che sia conservatore (dunque originariamente legato al Partito Democratico e dopo la divisione dello stesso nel 1825, legato al Partito Repubblicano) e razzista: inoltre sventola con orgoglio la bandiera sudista.
Altri luoghi comuni vogliono che il redneck sia rozzo, volgare e ignorante, intollerante verso temi come religione, sesso e politica, appassionato in modo feticistico di motori, soprattutto pick-up e auto di grandi dimensioni, che abbia sempre a portata di mano un fucile da caccia con cui allontanare gli "invasori" della sua tenuta, che abbia il vizio di masticare tabacco (che lo porta a sputare in continuazione), che sia spesso ubriaco (con il whiskey distillato illegalmente, il Moonshine), sdentato, poco pulito e talvolta incestuoso, che possegga bovini e cavalli. Il termine "redneck" viene spesso abbinato a un altro stereotipo dalle caratteristiche simili, identificato con la locuzione white trash.
Tali stereotipi sono molto usati (in tono più o meno scherzoso) nella cultura di massa degli Stati Uniti: la figura dello zoticone del sud appare frequentemente in film (Un tranquillo weekend di paura, Non aprite quella porta), serie televisive, cartoni animati (Leone il cane fifone, The Boondocks, South Park) e videogiochi (Redneck Rampage, I Simpson - Il videogioco, Dead Rising 2, Grand Theft Auto V) nelle battute dei comici (Bill Hicks) e nelle canzoni country (Picture to burn).
Lester Krinklesac e la famiglia Cuyler, rispettivamente di Cleveland Show e Squidbillies, incarnano perfettamente la figura del "redneck". Anche nella serie animata Brickleberry possiamo trovare esempi di tipici redneck. Ne I Simpson il redneck è rappresentato dalla famiglia di Cletus e Brandine Spuckler, che però sono più simili ai cosiddetti "hillbilly ", cioè "montanari, campagnoli". Lo stesso scherzoso stereotipo ispirò la fortunata serie di strisce giornaliere Li'l Abner del disegnatore Al Capp, pubblicate sui principali quotidiani statunitensi a partire dal 1934.